# Movimiento de Obreros y Trabajadores Clasistas
El Movimiento de Obreros y Trabajadores Clasistas (MOTC) fue un organismo generado del Partido Comunista del Perú-Sendero Luminoso (PCP-SL). Surgió en 1976 y se articuló dentro de los acuerdos alcanzados en 1979 en el IX Pleno Ampliado del PCP-SL para la conformación de organizaciones civiles que sirviera de frente único y de reclutamiento de población para el PCP-SL. El MOTC tenía por objetivo articular a los trabajadores urbanos para el PCP-SL, sin embargo, tuvo más presencia en trabajadores informales y ambulantes que en los trabajadores sindicalizados. Tras el atentado de Chuschi, el MOTC realizó el primer atentado del PCP-SL en Lima al arrojar bombas molotov a la municipalidad de San Martín de Porres.